# Zjawisko Zenera
Zjawisko Zenera występuje w silnie domieszkowanych złączach p-n spolaryzowanych zaporowo. Objawia się gwałtownym wzrostem prądu (tzw. prądem Zenera) gdy napięcie polaryzujące przekroczy pewną charakterystyczną dla danego złącza wartość zwaną napięciem Zenera. Zjawisko Zenera jest również nazywane przebiciem Zenera.
W silnie domieszkowanym złączu p-n szerokość obszaru ładunku przestrzennego (warstwy zubożonej) jest niewielka. Jeśli napięcie polaryzacji wstecznej takiego złącza będzie większe od napięcia Zenera, to górna krawędź pasma walencyjnego obszaru typu P znajdzie się wyżej niż dolna krawędź pasma przewodzenia obszaru typu N. Dlatego jeśli elektron znajdujący się w paśmie walencyjnym w obszarze typu P przejdzie przez obszar ładunku przestrzennego do obszaru typu N, to bez zmiany energii stanie się tam swobodnym nośnikiem – elektronem znajdującym się w paśmie przewodzenia półprzewodnika typu N. Takie przejście nazywane jest przejściem tunelowym.

Ilustracja zjawiska Zenera według pasmowej teorii przewodnictwa; U_{D} – napięcie bariery potencjału, U – napięcie polaryzacji, q – ładunek elementarny

Pojawienie się tych swobodnych nośników w obszarze N powoduje zwiększenie prądu płynącego w obwodzie. Nawet niewielki wzrost napięcia polaryzującego (przekraczającego napięcie Zenera) daje bardzo duży przyrost prądu.
Zjawisko Zenera występuje dla napięć polaryzujących nie większych niż ok. 5 V, natomiast w zakresie od 5 do 7 V występuje zjawisko Zenera i przebicie lawinowe, a powyżej 7 V – głównie przebicie lawinowe.
Odkryte w 1934 przez fizyka amerykańskiego C. Zenera, wykorzystane m.in. w diodzie Zenera.